# Cristina Jurado
Cristina Jurado Marcos (Madrid; 1 de fevereiro de 1972) é uma escritora e editora espanhola de fantasia e ficção científica ganhadora de três prémios Ignotus. Tem escrito romances, contos e editado várias antologias, além de numerosos artigos e entrevistas na revista Supersonic, que também dirige.

## Biografia
Nasceu em Madrid em 1972. Estudou Publicidade e Relações Públicas na Universidade de Sevilla com um mestrado em Retórica pela Northwestern University de Illinois. Vive no Dubai.
Como escritora publicou sue primeiro romance, Del Naranja al Azul em 2012, definido como um livro de "ficção científica mediterrânea" , a que se seguiram diversas antologias e fanzines do género. No ano 2017 publicou a novela CloroFilia, que ela mesma define como "uma história pós-apocalíptica e weird que trata sobre a loucura colectiva e a identidade humana".  Em 2017 ganhou um Prémio Ignotus pelo melhor relato por "La segunda muerte del padre" publicado na antologia Cuentos desde el otro lado de Nevsky Prospect.
Como editora seu trabalho se centrou na direcção da revista digital Supersonic e na publicação de antologias. Em 2015, fundou a revista Supersonic, que reúne ficção e não ficção em espanhol e inglês e que tem destacado como trampolim para novas vozes na ficção-científica espanhola. A revista tem ganho vários prémios: em 2016 ganhou o prémio de melhor fanzine da European Science Fiction Society; e em 2017 repetiu o galardão europeu, desta vez na categoria de melhor revista, e conseguiu também o Ignotus de melhor revista. Um de seus artigos, "Antologias de ficção-científica em Espanha", publicado no primeiro número de Supersonic ganhou o Ignotus de melhor artigo. Quanto a antologias, destaca-se a publicação Alucinadas com dois volumes focados a dar a conhecer escritoras de ficção-científica, tanto inéditas como com mais percorrido.
Tem colaborado com editoras internacionais e destaca sua colaboração na revista norte-americana Apex Magazine. Em 2015 publicou como editora convidada o número 76, dedicado à ficção internacional. A colaboração consolidou-se em 2017 com o anunciou de Apex de sua contratação como editora de ficção internacional estável a partir de janeiro de 2018.  Por seu trabalho como editora, promovendo autoras, tem colaborado com mídias como El País e El Salto.

## Obra

### Romances
- Del Naranja al Azul (Novum Publishing, 2012)

### Novelas
- CloroFilia (Editorial Cerbero, março de 2017).[17]

### Antologias
- Whitestar, (Palabaristas, 2016)
- Alucinadas I, Junto con María Leticia Lara Palomino, (Palabaristas 2014)

### Contos
- "Alice" (Inédito, en antología Alphaland, (Nevsky 2017 - Próxima publicación)
- "Gemelos" en Origen Cuántico, 2017
- "Heroína" en Barcelona Review, 2017
- "Un cuento de abducciones" en Martians Go Home (Revista NGC3660, 2016)
- "Haitzlurra" en Retrofuturismos (Cazador de Ratas, 2016)
- "La segunda muerte del padre" en antología Cuentos desde el Otro Lado (sello "Fábulas de Albión" en Ediciones Nevsky, 2016).
- "Inchworm" en antología Whitestar (Palabaristas, 2016)
- "Out of Context" en antología Los irregulares (Cazador de Ratas, 2015)
- "El niño que diseccionaba ranas" en El laberinto mecánico #1, 2015
- "Hambre" en Supersonic #1, 2015
- "Rem" en Ellos son el futuro (Ficción Científica, 2013)
- "El pastor" en Retrofuturismos. Antología steampunk (sello "Fábulas de Albión" en Ediciones Nevsky, 2014).
  - Existe traducción al inglés de James Womack en The Best of Spanish Steampunk (Ediciones Nevsky, 2015).
- "Antonio Benjumea" en Crónica de Tinieblas (Sportula, 2014)

### Histórias ilustrados
- "Vanth", ilustrado por Ana Galvañ (Sisterhood Madrid y Ofegabous, 2016)

## Prémios
- Prémio Ignotus 2017 ao melhor Relato por "La segunda muerte del padre" (Antología Cuentos desde el Otro Lado).
- Prémio Ignotus 2017 à melhor Revista por Supersonic.
- ESFS Award à Melhor Revista Europeia 2017 por Supersonic.
- Prémio Ignotus 2016 ao melhor Artigo por "Antologías de ciencia ficción en España" (Revista Supersonic #1).
- ESFS Award ao Melhor Fanzine Europeu 2016 por Supersonic.